# Sáránd
Sáránd là một thị trấn thuộc hạt Hajdú-Bihar, Hungary. Thị trấn này có diện tích 22,68 km², dân số năm 2010 là 2317 người, mật độ 102 người/km².